# Arukharka
Arukharka – gaun wikas samiti w zachodniej części Nepalu w strefie Gandaki w dystrykcie Syangja. Według nepalskiego spisu powszechnego z 2001 roku liczył on 882 gospodarstw domowych i 3816 mieszkańców (2163 kobiet i 1653 mężczyzn).